# Entertaining Mr Sloane
Entertaining Mr Sloane, tradotto in Italia come Intrattenendo Sloane o Intrattenendo Mr Sloane o, più raramente, L'affittacamere, è una commedia drammatica di Joe Orton, debuttata a Londra nel 1964.

## Trama
Il giovane e affascinante Mr Sloane ha ucciso un fotografo per riprendersi delle fotografie compromettenti e, per nascondersi, affitta una camera a Kath, una donna non più giovanissima e non particolarmente brillante che vive con il padre anziano e quasi cieco, Kemp. Kath è molto attratta dal giovanotto e civetta con lui, mentre Sloane, con grande sorpresa di tutti, sembra ricambiare l'interesse della donna. Anche Ed, il fratello di Kath, ha sviluppato una strana attrazione per il ragazzo: quello che inizialmente sembrava solo un rapporto di complicità virile diventa sempre più evidentemente un desiderio sessuale. Kemp, l'assistente del fotografo ucciso, riconosce Sloane, ma il giovane lo uccide prima che il vecchio possa denunciarlo. Kath ed Ed sono sconvolti, ma restii a rinunciare all'affascinante assassino che entrambi desiderano. Dopo un furioso litigio i due decidono salomonicamente di fare a turno per le grazie di Sloane, che resterà impunito a casa con Kath ed Ed a godere delle sue grazie.

## Produzioni
Entertaining Mr Sloane debuttò il 6 maggio 1964 al New Arts Theatre di Londra, prima di essere trasferito al Wyndham's Theatre del West End dal 29 giugno anche grazie al supporto economico di Terence Rattigan. Diretto da Patrick Dromgoole, il cast comprendeva  Madge Ryan (Kath), Dudley Sutton (Sloane), Charles Lamb (Kemp) e Peter Vaughan (Ed).
Alan Schneider diresse la prima americana della pièce, in scena al Lyceum Theatre di Broadway per 13 repliche dal 12 ottobre 1965. Il cast era composto da: Sheila Hancock (Kath), Dudley Sutton (Sloane), Lee Montague (Ed) e George Turner (Kemp).
Un acclamato revival londinese debuttò nell'aprile 1975 al Royal Court Theatre, prima di essere riproposto al Duke of York's Theatre; Roger Croucher curava la regia, mentre il cast era composto da Beryl Reid (Kath), Malcolm McDowell (Sloane), James Ottaway (Kemp) e Ronald Fraser (Ed). Kenneth Cranham subentrò a McDowell nel ruolo di Sloane nel corso delle repliche.
Nel 1981 Kenneth Williams ha diretto un revival al Lyric Theatre di Hammersmith (Londra) con Barbara Windsor nel ruolo di Kath.
Nel 1985 Greg Hersov ha diretto una produzione al Royal Exchange di Manchester con Adam Ant (Sloeane) e Sylvia Syms (Keth), con James Maxwell nel ruolo di Ed.
Nel 1985 Piero Maccarinelli ha diretto il dramma, con il titolo di L'affittacamere, al Teatro di Porta Romana di Milano, con Giuliana Calandra (Kath), Franco Ponzoni (Kemp), Emanuele Vezzoli (Sloane) e Flavio Bonacci (Ed).
Nel 2005 Scott Ellis ha diretto il revival al Roundabout Theatre Company di New York, con Alec Baldwin (Ed), Jan Maxwell (Kath), Chris Carmack (Sloane) e Richard Easton (Kemp).
Dal 29 gennaio al 2 aprile 2009 la commedia è andata in scena ai Trafalgar Studios di Londra con Imelda Staunton (Kath), Mathew Horne (Sloane), Simon Paisley Day (Ed) e Richard Bremmer (Kemp).